# Indicum (album)
Indicum från 2012 är ett musikalbum med Bobo Stenson Trio. Albumet tilldelades OrkesterJournalens Gyllene Skivan för år 2012.

## Låtlista
1. Your Story (Bill Evans) – 2:53
2. Indikon (Bobo Stenson/Anders Jormin/Jon Fält) – 6:04
3. Indicum (Jon Fält/Bobo Stenson/Anders Jormin) – 3:11
4. Ermutigung (Wolf Biermann) – 5:10
5. Indigo (Bobo Stenson/Jon Fält/Anders Jormin) – 4:21
6. December (Anders Jormin) – 4:55
7. La Peregrinacion (Ariel Ramírez) – 8:27
8. Event VI (George Russell) – 3:12
9. Ave Maria (trad) – 7:49
10. Tit er jeg glad (Carl Nielsen) – 6:43
11. Sol (Anders Jormin) – 9:11
12. Ubi Caritas (Ola Gjeilo) – 6:41

## Medverkande
- Bobo Stenson – piano
- Anders Jormin – bas
- Jon Fält – trummor

## Mottagande
Skivan fick ett mycket gott mottagande när den kom ut med ett snitt på 4,3/5 baserat på tio recensioner.

## Listplaceringar
| Lista (2012–13) | Topplacering |
| --------------- | ------------ |
| Sverige         | 60           |
| Belgien         | 185          |